# Jean d'Ylen
Jean d'Ylen, né le 7 août 1886 et mort le 21 novembre 1938 , est un peintre, illustrateur et affichiste français, l'un des rares dessinateurs à utiliser dès 1924 une imagerie très proche du surréalisme, surtout pour la société Shell.
Il fut proche du graphiste Armand Rapeño.
Son affiche sur la bière Gangloff est présente dans la célèbre sitcom How I Met Your Mother.

## Quelques affiches

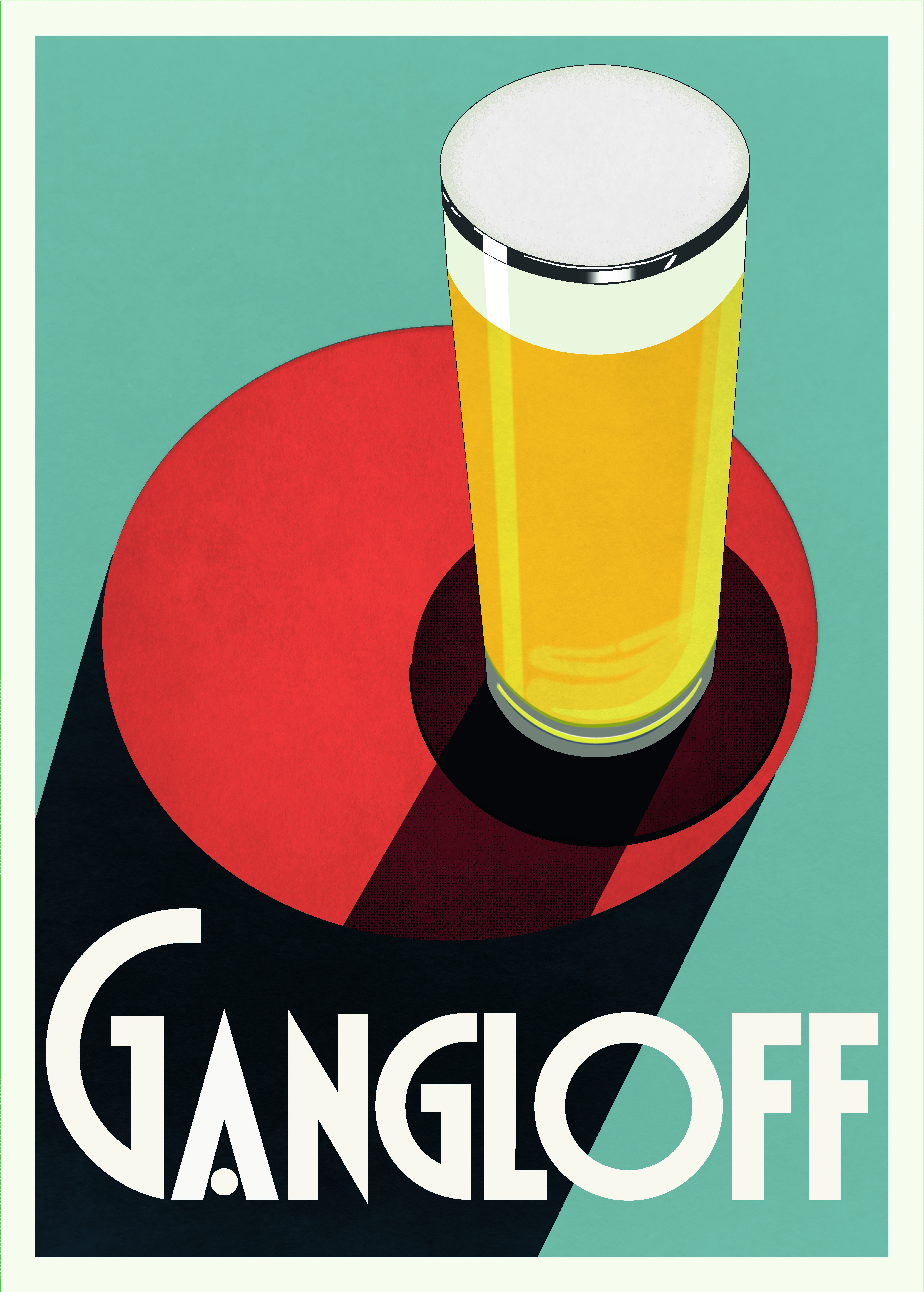
Affiche de la brasserie Gangloff de Besançon par Jean D'Ylen

- Cap Corse L .N Mattei - 1927
- Bally ruby red slipper - 1920
- Fiorino Asti Spumante - 1922
- Spa Monopole - 1923
- Bière de Charmes - 1924
- Les Gouttes d'Or d'Alsace - 1924
- Bière Allary - vers 1925
- Bière Gangloff - 1930Affiche de la brasserie Gangloff de Besançon par Jean D'Ylen